# Phyllanthus vespertilio
Phyllanthus vespertilio är en emblikaväxtart som beskrevs av Henri Ernest Baillon. Phyllanthus vespertilio ingår i släktet Phyllanthus och familjen emblikaväxter. Inga underarter finns listade i Catalogue of Life.